# Малаховка (смт)
Мала́ховка (рос. Малаховка) — селище міського типу у складі Люберецького міського округу Московської області, Росія.

## Населення
Населення — 24004 особи (2010; 18552 у 2002).